# EnCap Investments
EnCap Investments ist eine US-amerikanische Private-Equity-Gesellschaft, die in Öl- und Gasunternehmen investiert. Seit ihrer Gründung 1988 hat die Gesellschaft 19 Investmentfonds mit einem Gesamtvolumen von 27,5 Mrd. US-Dollar eröffnet.
2008 schlossen sich EnCap Investments und Flatrock Energy Advisors zusammen und gründeten EnCap Flatrock Midstream, die im Bereich Midstream-Unternehmen aktiv ist.